# Nocticola jodarlingtonae
Nocticola jodarlingtonae är en kackerlacksart som beskrevs av Roth, L. M. 2003. Nocticola jodarlingtonae ingår i släktet Nocticola och familjen Nocticolidae.
Artens utbredningsområde är Kenya. Inga underarter finns listade i Catalogue of Life.